# Prospero Balbo di Vinadio
Prospero Balbo di Vinadio (Parigi, 5 marzo 1824 – Torino, 2 marzo 1894) è stato un militare e insegnante italiano, insignito della medaglia d'oro al valor militare a vivente nel corso della prima guerra d'indipendenza italiana.

## Biografia
Nacque a Parigi, Francia, il 5 marzo 1824, figlio di Cesare e di Maria Felicita di Villeneuve. 
Il 10 maggio 1834 fu ammesso a frequentare la Regia Accademia Militare di Torino, venendo nominato sottotenente nel Corpo di artiglieria nel settembre 1841 e l'anno dopo, con la promozione a luogotenente, fu assegnato alla brigata di artiglieria. Nel corso della prima guerra d'indipendenza italiana del 1848 comandò la 4ª sezione della 2ª batteria di posizione, la quale nei combattimenti del 28, 29 e 30 aprile ricevette una menzione onorevole.
Il 23 luglio nei combattimenti intorno a Sona si distinse brillantemente e la sezione da lui comandata si trovò ad operare quasi sempre agli avamposti e sostenne un fuoco vivacissimo a granata ed a mitraglia. Sorpassato sul fianco destro dai cacciatori tirolesi, dovette difendere i cannoni a colpi di moschetto. Rimasto ferito in quello stesso combattimento il comandante, capitano di Cortanze, egli assunse il comando della batteria e con un preciso tiro colpì sullo stradone di Verona la cavalleria austriaca che avanzava.
Il giorno dopo a Salionze si oppose con le truppe del II Corpo d'armata, al comando del generale Ettore de Sonnaz, al tentativo degli austriaci di forzare il passaggio del Mincio contrastando per molte ore l'avanzata della fanteria, contrapponendo il fuoco dei suoi cannoni a quello delle superiori artiglierie nemiche. Portatosi egli stesso con la 1ª sezione della batteria in posizione nei pressi del fiume, ostacolò con tiro tempestivo il nemico impegnato nella costruzione di un ponte e rallentando così le fanterie nemiche che intendevano, oltrepassato il fiume, accerchiare da nord l'Armata sarda. Per questo fatto, con Regio Decreto 15 agosto 1848, fu insignito della medaglia d'oro al valor militare a vivente. 
Promosso capitano nel dicembre 1848, partecipò, sempre al comando della sua batteria, alla campagna del 1849 meritando una medaglia d’argento al valor militare nei combattimenti del 21 marzo alla Sforzesca e del 23 successivo a Novara. Nel 1856 passò a dirigere il Laboratorio Chimico Militare e vi rimase anche dopo la promozione a maggiore conseguita nel 1859. Nella seconda guerra d'indipendenza italiana del 1859 fu addetto al parco di assedio dell'Armata.
Nel 1860 chiese il collocamento nella riserva e si dedicò all'insegnamento della matematica e della fisica. Si spense a Torino il 2 marzo 1894.